# جرمی اسپنسر
جرمی اسپنسر (به انگلیسی: Jeremy Spencer) (زاده ۸ ژانویه ۱۹۷۳ در اوکلند سیتی، ایندیانا، ایالات متحده آمریکا) یک موسیقیدان، ترانه‌سرا، تهیه‌کننده موسیقی و درامر آمریکایی گروه هوی متال آمریکایی فایو فینگر دث پانچ است.
برخی از منتقدان عقیده دارند وی با عضو دیگر گروه جیسون هوک در رابطه است .
جرمی اکنون حدود یک سال است که به خاطر مشکل نخاعی گروه را ترک کرده و در نیروی پلیس فورال در حال فعالیت است.
نام همسر اول او فاطیما اسپنسر و فرزند آن ها دختری به اسم سم اسپنسر می باشد
وی که خود یک مدلینگ میباشد حال با یک مدلینگ مجله ی پلی بوی سارا لوپز ازدواج کرده و صاحب دختری دیگر میباشد